# Étienne-Jean Delécluze
Étienne-Jean Delécluze (n. 26 februarie 1781, Paris, Regatul Franței – d. 12 iulie 1863, Versailles, Seine-et-Oise, Franța) a fost un pictor și critic de artă francez.